# ريمثيرد: تورمينتد فاذرز
Remothered: Tormented Fathers هي لعبة فيديو رعب وبقاء صدرت عام 2018 من تأليف وإخراج كريس داريل، وتم تطويرها بواسطة Stormind Games ونشرها Darril Arts. تم إصدار اللعبة في الأصل رقميًا على PlayStation 4 وXbox One وMicrosoft Windows .  تم إصدار نسخة Nintendo Switch رقميًا في عام 2019، بالتعاون مع المطور Dico Co., Ltd.   كما تم إصدار اللعبة فعليًا في أكتوبر 2019 بواسطة الناشر Soedesco . 
تمت صناعة اللعبة وكتابتها وإخراجها بواسطة فنان ألعاب الفيديو والمخرج الإيطالي كريس داريل، وقد تم وصفها بأنها تكريم لسلسلة الرعب والبقاء اليابانية Clock Tower .  وتدور أحداثه حول روزماري ريد، وهي امرأة تصل إلى قصر عائلة فيلتون للتحقيق في اختفاء ابنتهم، سيليست، قبل بضع سنوات. عندما يدرك المالك ريتشارد النوايا الحقيقية لروزماري، تبدأ ليلة مرعبة. 
حصل فيلم "الآباء المعذبون" على مراجعات إيجابية بشكل عام من النقاد. تم إصدار تكملة لقصة اللعبة، Broken Porcelain ، في أكتوبر 2020.

## حبكة
تلتقي امرأة عجوز تدعى مدام سفينسكا بشاب يدعى السيد ماني، وتبدأ في سرد قصة قديمة له حتى لا تُنسى القصة.
في عام 1992، تتوجه امرأة غامضة تدعى روزماري ريد (دانييل ماكراي) إلى فيلا الدكتور ريتشارد فيلتون ( آدم هارينجتون )، وهو كاتب عدل متقاعد، لمناقشة كيفية علاج المرض الغامض وغير القابل للشفاء الذي يعاني منه. خلال المقابلة، تم الكشف عن أن ابنة فيلتون بالتبني، سيليست، هربت من المنزل قبل 21 عامًا وكان شريكه التجاري السابق المتوفى الآن، البروفيسور ألبرت إلياس وايمان، هو المشتبه به الرئيسي في اختفائها. ومع ذلك، سرعان ما تم الكشف عن أن ريد استخدمت المقابلة الطبية كذريعة لمعرفة الحقيقة وراء اختفاء سيليست. استشاط فيلتون غضباً وأمر ريد بمغادرة الفيلا.
لاحقاً من تلك الليلة، تتسلل ريد مرة أخرى إلى الفيلا باستخدام مفتاح احتياطي تركته ممرضة فيلتون، جلوريا آشمين ( لاني مينيلا )، من أجل العثور على زوجة فيلتون، أريانا جالو، التي قد يكون لديها الإجابات التي تبحث عنها. ومع ذلك، عند الوصول إلى غرفة نوم أريانا، لم تجد ريد سوى جثة متحللة وسرعان ما تبدأ في البحث في الفيلا عن المزيد من الأدلة بينما يحوم فيلتون المريض عقليًا الممرات. في النهاية، تكتشف ريد من جلسة التنويم المغناطيسي المسجلة أن سيليست عادت بالفعل إلى المنزل بعد اختفائها ولكن بسبب جنونه ، أصبح فيلتون يعتقد أن سيليست كانت فتاة مختلفة تدعى جينيفر (أوليفيا ستيل) وقام بقتلها. وبينما تنجح ريد في الهروب من قيودها، تظهر راهبة مقنعة ترتدي اللون الأحمر في الفيلا وتبدأ في مطاردة ريد وفيلتون. في النهاية، ترى ريد امرأة شابة تهرب إلى العلية؛ وعند العثور على شيء يساعدها في الصعود إلى هناك، تتعرض ريد للهجوم من قبل الفتاة الغامضة وتسقط على السلم، فتفقد وعيها.
عندما تستعيد ريد وعيها أخيرًا، تعتذر المرأة عن مهاجمتها وتخبرها عن غرفة مخفية قام فيلتون بإغلاقها. يجد ريد الغرفة المغلقة ويفتحها، ويكتشف أنها كانت في الأصل غرفة نوم سيليست. بعد التحقيق، تكتشف ريد مسجل صوت يكشف كيف تم سجن سيليست بعد عودتها إلى المنزل داخل الفيلا مع أريانا من قبل فيلتون وتعرضها لجلسات تنويم مغناطيسي قسرية بدأت تدريجيًا في تدمير ذكرياتها، مما دفعها إلى محاولة يائسة لإيجاد طريقة للهروب. في النهاية، تتمكن ريد من العثور على طريق هروب سيليست وتتبعه، لكنه ينتهي بها الأمر بالسقوط في المجاري الموجودة تحت الفيلا وتطاردها الراهبة الحمراء مرة أخرى. عند الصعود مرة أخرى إلى سطح القصر، تكتشف ريد شهادة ميلاد فيلتون، والتي تشير على أن اسمه هو "جينيفر ريتشاردين فيلتون". تتسبب هذه المعرفة في إدراك ريد أن فيلتون كان في الواقع فتاة ولكن تم تربيتها كصبي وإعطائها علاجات هرمون التستوستيرون من قبل والدها القاسي، مما أدى إلى تطوير فيلتون لشخصية منقسمة ، مما أدى إلى إنشاء شخصيتي "ريتشارد" و"جنيفر". في الواقع، كانت المرأة الشابة التي التقى بها ريد في وقت سابق هي في الواقع فيلتون في شخصية جينيفر.
بعد لقاء خطير مع جينيفر، تلتقي ريد بممرضة فيلتون، جلوريا آشمين، وتحذرها من جنون فيلتون. تشعر غلوريا بالصدمة من أن فيلتون هو من قتل أريانا، وتؤكد كل الاكتشافات حول ماضي سيليست وفيلتون. لكن بعد ذلك، تقوم غلوريا بتخدير ريد، وتكشف أنها الراهبة الحمراء في الواقع. تحاول ريد الهروب ولكن يتم القبض عليها من قبل فيلتون. عندما تستيقظ ريد، تكشف غلوريا أنها كانت تجري تجارب على فيلتون من أجل الانتقام وتلاعبت به ليقتل أريانا، لكن سيليست كانت قادرة على الهرب. ثم تأمر غلوريا فيلتون بقتل ريد في جريمة قتل وانتحار . لحسن الحظ، تمكنت ريد من الهروب وقتل فيلتون بإشعال النار فيه، بعد أن غمر نفسه بالكيروسين . تتوجه ريد بعد ذلك إلى العلية حيث تجد طريق هروب سيليست وتخدع جلوريا لتسقط من النافذة.
تقترب ريد من غلوريا الجريحة بشكل مميت، التي تكشف أنها، وفيلتون، وزميلاتها الراهبات في دير كريستو مورينتي بالقرب من مزارع روسو جالو، تعرضن لتجارب غير إنسانية من قبل وايمان من أجل إتقان "فينوكسيل"، وهو عقار مضاد للذهان تم إنشاؤه بواسطة فيلتون، وآشمان، والأستاذ وايمان نفسه من خلال تخليق نوع نادر من العثة الطفيلية لقمع ومحو الذكريات المؤلمة التي تم حظرها في نهاية المطاف في أواخر الستينيات بسبب آثارها الجانبية المروعة، بما في ذلك الحساسية الشديدة للضوء، والهلوسة ، والقرحة ، وانتشار العث الطفيلي، والغضب القاتل.
تتعرف غلوريا على ريد على أنها كانت واحدة من زميلاتها الراهبات، اللواتي أشعلن النار في المشروع بأكمله لوقف التجارب التي أجريت على راهبات الدير. وتؤكد ريد ذلك لكنها تقول إن ذكرياتها عن تلك الفترة لا تزال مفقودة. تعتذرغلوريا وتغفر لريد، وتطلب منها الاستمرار في البحث عن سيليست قبل أن تموت أخيرًا. تعود ريد إلى غرفة سيليست ومعها مفتاح بيانو أعطته لها جلوريا وتجد دليلاً، وهو علامة أمتعة تشير بها إلى معهد فليمنجتون للفتيات، وهي مدرسة داخلية للفتيات فقط.
نعود إلى الحاضر حيث تخبر السيدة سفينسكا السيد مانى أن ريد واصلت بحثها عن سيليست .

## إنتاج
كانت النسخة الأولى من Remothered عبارة عن مشروع فردي تم تطويره على Rpg Maker Xp الخاص بـ Enterbrain ، مع جماليات ثنائية الأبعاد والرسم الزيتي وتشابه مع Clock Tower . تم إلغاء المشروع في عام 2012 بواسطة كريس داريل نفسه بهدف صنع نسخة أقوى بمحرك ثلاثي الأبعاد جديد.  
عنوان اللعبة Remothered هو مزيج من الكلمات REM ( حركة العين السريعة )، والعثة ، والأم، والأخرى، والأحمر، والتي تشير جميعها إلى قصة اللعبة ورمزيتها. 
الشخصية الرئيسية روزماري ريد مستوحاة من ملامح جودي فوستر .  وفقًا لموقع Upside Down Magazine الإيطالي، فإن اللعبة هي تكريم للعديد من الأفلام مثل فيلم Psycho للمخرج ألفريد هيتشكوك ، وفيلم The Birds للمخرج ستانلي كوبريك ، وفيلم Mulholland Dr. للمخرج ديفيد لينش ، وفيلم Deep Red للمخرج داريو أرجينتو ، وفيلم The Silence of the Lambs للمخرج جوناثان ديمي ، وفيلم Rosemary's Baby للمخرج رومان بولانسكي ، ولكن أيضًا لوسائل إعلام أخرى، من المسلسلات التلفزيونية إلى ألعاب الفيديو مثل Twin Peaks و The Evil Within و Rule of Rose و Clock Tower و Silent Hill . 

## الاستقبال

### الردود النقدية
وفقًا لموقع تجميع المراجعات Metacritic ، تلقت اللعبة "مراجعات إيجابية بشكل عام" لإصدارات Windows وPlayStation 4، و"مراجعات مختلطة أو متوسطة" لإصدارات Xbox One وNintendo Switch. أشاد موقع Eurogamer Italia باللعبة لأجوائها وطريقة اللعب والقصة، لكنه أشار إلى بعض المشكلات الفنية البسيطة والرسوم المتحركة "الخشبية". 
في 22 يوليو 2018، قبل ثلاثة أيام من إصدار Remothered: Tormented Fathers على الأجهزة المنزلية، أعرب كييتشيرو توياما ، مبتكر Silent Hill و Forbidden Siren ، عن إعجابه بلعبة Remothered وأعرب عن أمله في التعاون مع كريس داريل.   

### الأوسمة
في عام 2018، تم إدراج لعبة Tormented Fathers في قائمة "أكثر الألعاب رعبًا على الإطلاق" التي أعدتها GameSpot . 
| سنة  | جائزة                         | فئة | نتيجة  | مرجع |
| ---- | ----------------------------- | --- | ------ | ---- |
| 2019 | جوائز NAVGTR                  | style="background: #FFCCCC; color: black; vertical-align: middle; text-align: center; " class="no table-no2"\|رُشِّح   | [ 22 ] |      |
| 2018 | جوائز يوروجيمر                | style="background: #99FF99; color: black; vertical-align: middle; text-align: center; " class="yes table-yes2"\|فوز | [ 23 ] |      |
| 2018 | جوائز يوروجيمر                | style="background: #99FF99; color: black; vertical-align: middle; text-align: center; " class="yes table-yes2"\|فوز | [ 23 ] |      |
| 2018 | جوائز ألعاب الفيديو الإيطالية | style="background: #FFCCCC; color: black; vertical-align: middle; text-align: center; " class="no table-no2"\|رُشِّح   | [ 24 ] |      |
| 2018 | جوائز ألعاب الفيديو الإيطالية | style="background: #99FF99; color: black; vertical-align: middle; text-align: center; " class="yes table-yes2"\|فوز | [ 24 ] |      |
| 2018 | جوائز تي جي إم                | style="background: #99FF99; color: black; vertical-align: middle; text-align: center; " class="yes table-yes2"\|فوز | [ 25 ] |      |
| 2018 | جوائز تي جي إم                | style="background: #99FF99; color: black; vertical-align: middle; text-align: center; " class="yes table-yes2"\|فوز | [ 25 ] |      |

## مستقبل
تم الإعلان عن خليفة للعبة، والذي سيكون بمثابة مقدمة وتكملة، بعنوان Remothered: Broken Porcelain ، في أبريل 2019 خلال حفل توزيع جوائز ألعاب الفيديو الإيطالية. تم إصداره في 13 أكتوبر 2020 لأجهزة PlayStation 4 وXbox One وMicrosoft Windows وNintendo Switch . 
في 29 يناير 2021، تم إصدار رواية مصورة رقمية فرعية بعنوان Remothered: A Lamb to the Slaughter – Book 1 عبر Steam وGOG.com . تدور أحداث الكتاب الهزلي بين كتابي "الآباء المعذبون" و "الخزف المكسور" .  